# Alexandru Păcurar
Alexandru Păcurar (Cluj-Napoca, 20 gennaio 1982) è un ex calciatore rumeno, di ruolo centrocampista.

## Carriera
Ha giocato nella massima serie dei campionati rumeno e bulgaro.